# Виконт Монктон Бренчлийский

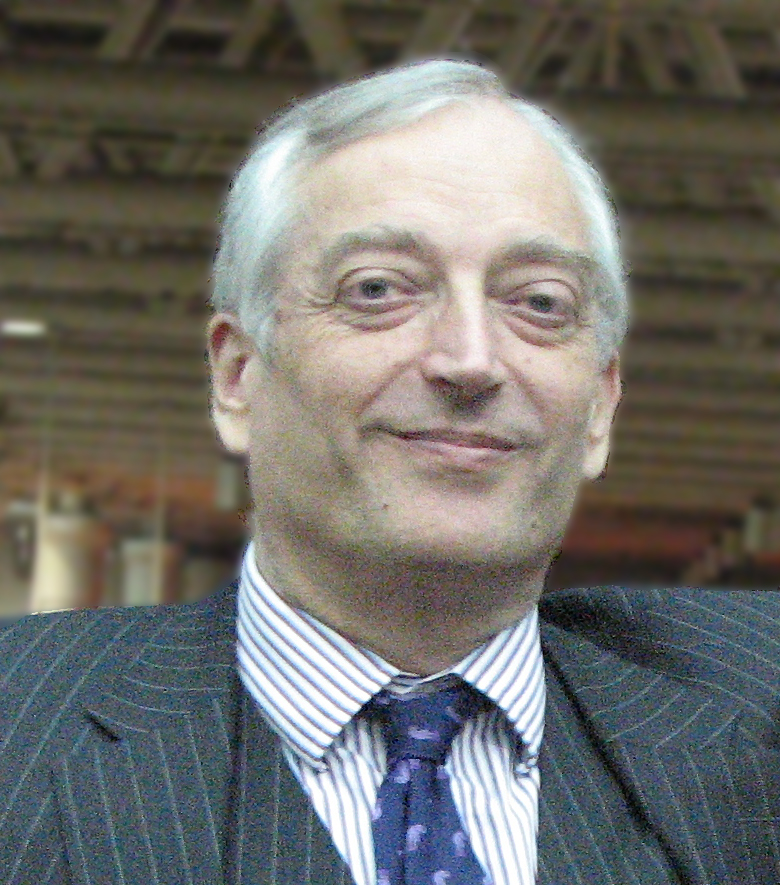
Кристофер Монктон, 3-й виконт Монктон Бренчлийский

Виконт Монктон Бренчлийский из Бренчли в графстве Кент — наследственный титул в системе Пэрства Соединённого королевства. Он был создан в 11 февраля 1957 года для адвоката, консервативного политика и бывшего министра обороны, сэра Уолтера Монктона (1891—1965). Он был депутатом Палаты общин от Западного Бристоля (1951—1957), занимал посты генерального солиситора Англии и Уэльса (1945), министра труда (1951—1955), министра обороны (1955—1956) и генерального казначея (1956—1957). Его сын, Гилберт Уолтер Риверсдейл Монктон, 2-й виконт Монктон Бринчлийский (1915—2006), был генерал-майором британской армии.
По состоянию на 2024 год носителем титула являлся его старший сын, Кристофер Уолтер Монктон, 3-й виконт Монктон Бренчлийский (род. 1952), который сменил своего отца в 2006 году. Он — журналист, известен спорами об изменении климата и в качестве создателя новой головоломки «Вечность».

## Виконты Монктон Бренчлийские (1957)
- 1957—1965: Уолтер Тернер Монктон, 1-й виконт Монктон из Бренчли (17 января 1891 — 9 января 1965), старший сын Фрэнка Уильяма Монктона (1861—1924);
- 1965—2006: Гилберт Уолтер Риверсдейл Монктон, 2-й виконт Монктон из Бренчли (3 ноября 1915 — 22 июня 2006), единственный сын предыдущего;
- 2006—н. в.: Кристофер Уолтер Монктон, 3-й виконт Монктон из Бренчли (род. 14 февраля 1952), старший сын предыдущего
  - Наследник: достопочтенный Тимоти Дэвид Роберт Монктон (род. 15 августа 1955), младший брат предыдущего;
    - Наследник наследника: Доминик Уолтер Монктон (род. 1985), старший сын предыдущего.